# Олга Хумо
Олга Хумо (рођ. Нинчић; Београд, 27. мај 1919 — Београд, 4. август 2013) била је доктор филологије, учесница Народноослободилачке борбе и професор на Филозофском факултету у Београду.

## Биографија
Рођена је 27. маја 1919. у Београду. Била је друго дете у породици Момчила Нинчића (1876—1949), професора економије и министра финансија и министра иностраних послова Краљевине Срба, Хрвата и Словенаца и његове супруге Споменке (1883—1965). Деда по оцу, Арон Нинчић био је правник, један од вођа Напредне странке и министар правде Краљевине Србије, а деда по мајци Раша Милошевић, један од оснивача Народне радикалне странке и један од вођа Тимочке буне, као и министар народне привреде Краљевине Србије. Њен старији брат Ђуро Нинчић (1915—1979) био је дипломата и амбасадор СФР Југославије.
Одрасла је у политичком окружењу, а како је њен старији брат био симпатизер комунизма и дружио се омладинским револуционарима — Ивом и Јурицом Рибар, Алексом Челебоновићем и др, Олга је још као средњошколка стекла симпатије према комунизму. Године 1937. се уписала на Филозофски факултет у Београду, где се одмах прикључила се студентском револуционарном покрету. Тада је упознала студента југословенске књижевности Авду Хума, једног од водећих личности у студентском револуционарном покрету на Београдском универзитету. За време студентских демонстрација 14. децембра 1939, била је ухапшена, а у полицији је саслушавао лично шеф Београдске полиције Драги Јовановић. Након пет дана, проведених у притвору, пуштена је на слободу, због недостатка доказа, али и чињенице да потиче из угледне породице. Децембра 1940, мимо очеве воље, удала се за Авду Хума, а сведоци на венчању су били — Јурица Рибар, Авдов стриц Хамзо и Олгин брат Ђуро.
Након венчања, Авдо и Олга живели су у Сарајеву, све до почетка Другог светског рата у Југославији. Њен родитељи су након Априлског рата 1941, заједно са осталим члановима Владе генерала Симовића, напустили Југославију. Пошто су ишли преко Пала и Сарајева, позвали су Олгу да крене с њима, али је она то одбила. Након напада Немачке на Совјетски Савез, почетком јула 1941, заједно са супругом, прешла је у Мостар, где је он у својству члана Покрајинског комитета КПЈ за Босну и Херцеговину радио на организовању оружаног устанка у Херцеговини. Након његовог напуштања Мостара, Олга се крила у кући његових родитеља, рођака и пријатеља. У јесен 1941, поново се заједно са супругом, вратила у Сарајево и тада је од стране делегата ЦК КПЈ Светозара Вукмановића Темпа примљена је у чланство Комунистичке партије Југославије (КПЈ).
Након што јој је супруг отишао у партизане на Романију, Олга се вратила у Мостар, где је марта 1942. родила ћерку Азру (1942—1956), која је касније преминула. Активно је радила у Народноослободилачког покрету у Мостару, све до јуна 1943. када је ухапшена и пребачена у Сарајево. Уз помоћ једног Чеха, који је као преводилац радио у Гестапоу, а био је симпатизер Савезника, успела је да побегне из затвора. Потом се повезала са сарајевском партијском организацијом и преко отишла у партизане, који су дејствовали у околини града. Потом је пребачена у Прву крајишку ударну бригаду, где је била преводилац доктора Макензија, из британске војне мисије у НОВЈ. Августа 1943., након што је Прва крајишка бригада извршила напад на аеродром у Рајловцу, Олга је прешла у Врховни штаб НОВ и ПОЈ, где је преводила билтене и разговоре са члановима савезничких војних мисија.
Заједно са Врховним штабом, у јесен 1943. боравила је у ослобођеном Јајцу, где је присуствовала Другом заседању АВНОЈ-а. Овде се први пут сусрела са супругом Авдом, након његовог одласка у партизане на Романију. Почетком 1944. са Врховним штабом је прешла у ослобођени Дрвар, који је све до пролећа био центар слободне партизанске територије. У току десанта на Дрвар, 25. маја 1944. заједно са другим члановим Врховног штаба налазила се у пећини, коју су нападали немачки падобранци. Након извлачења из пећине, са осталим члановима Врховног штаба и савезничких војних мисија, дошла је до Гламочког поља одакле су авионима пребачени у Бари, а одатле бродом на Вис. Након што је јуна 1944, њена познаница са факултета и Титова ратна секретарица, Даворјанка Пауновић Зденка отишла у Москву на лечење од туберкулозе, Олга је преузела функцију личне секретарице Врховног команданта НОВ и ПОЈ.
Августа 1944, као преводилац је у Напуљу присуствовала разговорима између Врховног команданта НОВ и ПОЈ и председника НКОЈ-а маршала Јосипа Броза Тита и енглеског премијера Винстона Черчила. Потом је боравила на Вису, а почетком септембра 1944. заједно са Титом и Бранком Савић је отпутовала у Крајову. Почетком октобра 1944. заједно са Титом је прешла у Вршац, где је боравила до ослобођења Београда, када је заједно са Сретеном Жујовићем дошла у Београд и радила на припреми Титовог доласка.
Све до ослобођења Мостара, фебруара 1945, боравила је у Титовом штабу, након чега је отишла да се сусретне са мужем и ћерком. Непосредно након ослобођења, 1946. завршила је студије на Филозофском факултету у Београду, након чега је заједно са супругом отишла у Сарајево, где се он налазио на разним државно-партијским функцијама — био је најпре министар, потом потпредседник и на крају председник Владе Народне Републике Босне и Херцеговине и организациони секретар Комунистичке партије Босне и Херцеговине. Олга је радила најпре као професор у гимназији, а потом као асистент на тек основаном Филозофском факултету у Сарајеву.
Године 1956. заједно са супругом се преселила у Београд, где се он налазио на високим функцијама у Федерацији — био је савезни секретар за финансије, народни посланик и члан Председништва ЦК СКЈ, a 1972. je под оптужбом за „анархолиберализам” искључен из СКЈ и пензионисан. Након што је 1958. докторирала на Филозофском факултету у Београду, Олга је радила као професор на Катедри за енглески језик.
Преминула је 4. августа 2013. у Београду у дубокој старости. Сахрањена је у породичној гробници на Новом гробљу.
Носилац је Партизанске споменице 1941. и других југословенских одликовања.
Недуго након одласка њених родитеља у емиграцију, најпре у Каиро, а потом у Лондон, до њих је дошла вест да је Олга погинула. Отац Момчило, несигуран у ову вест, годину дана је скривао од своје супруге. Крајем 1942, Олга је успела да преко Црвеног крста ступи у контакт са родитељима. Њен брат Ђуро Нинчић, дошао је априла 1941. у Сарајево, али како није успео да успостави везу са партијском организацијом, отишао је са родитељима у емиграцију. Године 1944. он се укључио у Народноослободилачку борбу и после рата радио као дипломата Нове Југославије. Као министар у избегличкој влади, Олгин отац Момчило Нинчић је у одсуству на Београдском процесу, јуна 1946, заједно са Дражом Михаиловићем, осуђен на осам година затвора и губитак политичких и грађанских права. Октобра 2006. њен отац је рехабилитован одлуком Окружног суда у Београду. Олгин и Авдин син Огњен Хумо радио је у дипломатској служби Југославије и Србије.